# 2017 في إيطاليا
فيما يلي قوائم الأحداث التي وقعت خلال عام 2017 في إيطاليا.

## أحداث
- 3 يونيو – تدافع تورينو 2017

## سياسة

### تعيين في المنصب
- 7 مايو – ماتيو رينزي Secretary of the Democratic Party ‏.

### انتهاء فترة المنصب
- 19 فبراير – ماتيو رينزي Secretary of the Democratic Party ‏.

## رياضة
- 5 فبراير – غران بريميو ديلا كوستا إتروششي 2017 الفائزون مانويل بيليتي، فرانسيسكو جافازي، دييغو يليسي.
- 12 فبراير – تروفيو لايقويليا 2017 الفائزون ماورو فينيتو، فابيو فلين، رومان هاردي.
- 4 مارس – ستراد بينك 2017 الفائزون تيم فيلانز، ميكال كوياتكووسكي، جريج فان أفرمت.
- 4 مارس – ستراد بينك للنساء 2017 الفائزون إليسا ونغو بورغيني، كاتارزينا نيفيادوما، ليزي ديجنان.
- 5 مارس – جي بي إندوستريا وأرتيجياناتو 2017 الفائزون آدم ييتس، ريتشارد كاراباز، ريغوبيرتو أوران.
- 18 مارس – ميلان-سان ريمو 2017 الفائزون ميكال كوياتكووسكي، جوليان ألافيليب، بيتر ساجان.
- 19 مارس – تروفيو ألفريدو بيندا كومون دي سيتيجليو 2017 الفائزون أرلينيس سيرا، إليسا ونغو بورغيني، سيسيلي أوتوب لودفيغ، كورين ريفيرا.
- 9 أبريل – جيرو أبنينس 2017 الفائزون إيغان بيرنال، Danilo Celano [الإنجليزية]‏، Manuel Senni [الإنجليزية]‏.
- 30 سبتمبر – طواف إيميليا 2017 الفائزون فينتشينزو نيبالي، جيوفاني فيسكونتي، ريغوبيرتو أوران.
- 3 أكتوبر – طواف فيرزين 2017 الفائزون فينتشينزو نيبالي، تيبو بينو، ألكسندر غينز.
- 7 أكتوبر – طواف لومبارديا 2017 الفائزون جوليان ألافيليب، فينتشينزو نيبالي، جياني موسكون.

## أفلام
من الأفلام التي صدرت هذه السنة في إيطاليا:
- 1 يناير – أنكليف من إخراج Goran Radovanović ‏.
- 1 يناير – نادني باسمك من إخراج لوكا غواداغنينو.

## موسيقى

### أغاني
من الأغاني التي صدرت هذه السنة في إيطاليا:
- 12 مايو – الأيام السعيدة من غناء غالي (رابر).

## وفيات

### يناير
- 1 يناير – ألفريدو ميلاني (مواليد 1924) متسابق دراجات نارية إيطالي.
- 4 يناير – إزيو باسكوتي (مواليد 1937) لاعب كرة قدم إيطالي.
- 12 يناير – جوليو أنجوني (مواليد 1939)
- 22 يناير – جيوفاني كورييري (مواليد 1920) درّاج طريق إيطالي.

### أبريل
- 15 أبريل – إيما مورانو (مواليد 1899)
- 16 أبريل – سبارتاكو لانديني (مواليد 1944) لاعب كرة قدم إيطالي.
- 22 أبريل – ميشيل سكاربوني (مواليد 1979) درّاج طريق إيطالي.

### يوليو
- 3 يوليو – باولو فيلاجيو (مواليد 1932) ممثل إيطالي.
- 8 يوليو – إلسا مارتينيلي (مواليد 1935)

### أغسطس
- 5 أغسطس – ديونيغي تيتامانزي (مواليد 1934)

### سبتمبر
- 11 سبتمبر – ألبرتو باجاني (مواليد 1938)

### أكتوبر
- 6 أكتوبر – روبيرتو أنزولين (مواليد 1938) لاعب كرة قدم إيطالي.
- 18 أكتوبر – مارينو بيراني (مواليد 1939) لاعب ومدرب كرة قدم إيطالي.

### نوفمبر
- 15 نوفمبر – عبد الواحد بالافيتشيني (مواليد 1926) عالم ومسلم وداعية إيطالي.
- 16 نوفمبر – جون غامبينو (مواليد 1940)
- 17 نوفمبر – سالفاتوري رينا (مواليد 1930) مجرم إيطالي.

### ديسمبر
- 1 ديسمبر – إنريكو كاستيلاني (مواليد 1930) رسام إيطالي.
- 27 ديسمبر – أوزفالدو فاتوري (مواليد 1922) لاعب كرة قدم إيطالي.